# Oplonaeschna magna
Oplonaeschna magna es una libélula de la familia de las libélulas zurcidoras (Aeschnidae). Es una especie endémica de México que fue descrita en 1998 por Enrique González-Soriano y Rodolfo Novelo-Gutiérrez1.

## Clasificación
El género Oplonaeschna fue erigido por Selys en 1883 y permaneció monotípico por más de cien años. Fue originalmente clasificada dentro del género Aeshna por Hagen1. O. magna se puede separar de la más común O. armata por su mayor tamaño y mayor grosor de las líneas claras en el tórax1.

## Descripción
- Cabeza: clipeo y frente color amarillo, marca negra en forma de “T” en la frente, vertex negro, parte posterior de la cabeza color marrón.
- Tórax: marrón con líneas amarillo verdoso a azul en el mesanepisterno, mese y metepimerón.
- Abdomen: negro a marrón oscuro con manchas brillantes azul y amarillo verdoso, los machos presentan una proyección en forma de navaja en el dorso del segmento 10, esta característica los separa del resto de las libélulas surcidoras presentes en Norteamérica.

## Distribución
México; Guanajuato, Guerrero, Hidalgo, Morelos y Estado de México1,2.

## Hábitat
Ríos en bosque de pino y bosque de pino-encino1.

## Estado de conservación
No se considera dentro de ninguna categoría de riesgo.